# Hikaru Sulu
 (mai 2024).
Hikaru Sulu est un personnage de l'univers de fiction de Star Trek, et plus particulièrement de la série originale, dans laquelle il est interprété par l'acteur George Takei. Dans les films sortis depuis 2009, il est interprété par John Cho.

## Biographie
Le lieutenant Sulu est le pilote de l'Enterprise.
Hikaru Sulu est né en 2237 sur la planète Terre à San Francisco.
Il est assigné à l'Enterprise comme physicien en 2265, lors de sa première mission (Où l'homme dépasse l'homme) puis devient pilote en 2266. Fin timonier, il est aussi un excellent combattant lors de missions périlleuses et est un maître d'armes hors pair, il manie très bien le sabre japonais. Il apprécie Alexandre Dumas et se passionne également pour la botanique.
Il gravit les échelons de Starfleet pour réaliser son rêve : devenir capitaine de vaisseau. Son rêve se réalise en 2290 lorsqu'il accepte le commandement de l'USS Excelsior (NCC-2000). Il fait une apparition dans l'épisode "Flashback" de la série Star Trek Voyager, alors qu'une transmission de pensées entre le capitaine Janeway et Tuvok les ramène à l'époque où ce dernier servait sur l'Excelsior sous le commandement du Capitaine Sulu.
Sulu et son vaisseau tiennent une place importante lors de la conférence historique des accords de Khitomer en 2293, qui met fin à la guerre entre la Fédération et les Klingons.
Après ses commandements, la carrière de Sulu se poursuit dans la politique puisqu'il devient Président de la Fédération entre 2329 et 2341.
Sulu a une fille, Demora Sulu, qui sert à bord de l'Enterprise-B.